# فرنسيس تشوي
فرنسيس تشوي (بالصينية: 蔡志明) هو شخصية أعمال صيني، ولد في 1945 في جي يانغ في الصين.